# Onthophagus simboroni
Onthophagus simboroni é uma espécie de inseto do género Onthophagus, família Scarabaeidae, ordem Coleoptera.
Foi descrita cientificamente por Ochi & Kon em 2006.